# Aeluropoda insignis
Aeluropoda insignis är en kackerlacksart som beskrevs av Butler 1882. Aeluropoda insignis ingår i släktet Aeluropoda och familjen jättekackerlackor. Inga underarter finns listade i Catalogue of Life.